# 노촌 (이시카와현)
노촌(野村)은 이시카와현 이시카와군에 존재했던 촌이다.

## 지리
- 현재의 가나자와시의 중심부의 남부에 해당한다.
- 당시에는 청일전쟁 이후 설치된 육군 제9사단 노촌 연병장이 있었고, 그 외 군사 관련 시설이 많은 곳이었다.
- 당시 특산품으로는 죽순, 담배, 청보리콩 등이 있었다.

## 역사
- 1889년 4월 1일 - 정촌제 시행에 의해 7개 촌이 폐지되어, 그 그역을 가지고 노촌이 성립하였다.
- 1925년 4월 1일 - 가나자와시에 편입되어, 동일 노촌은 폐지되었다.